# Морньи-ан-Тьераш
Морньи́-ан-Тьера́ш (фр. Morgny-en-Thiérache) — коммуна во Франции, находится в регионе Пикардия. Департамент коммуны — Эна. Входит в состав кантона Вервен. Округ коммуны — Вервен.
Код INSEE коммуны — 02526.

## Население
Население коммуны на 2010 год составляло 110 человек.
| 1962 | 1968 | 1975 | 1982 | 1990 | 1999 | 2010 |
| ---- | ---- | ---- | ---- | ---- | ---- | ---- |
| 166  | 166  | 162  | 154  | 110  | 96   | 110  |

## Экономика
В 2010 году среди 66 человек трудоспособного возраста (15—64 лет) 50 были экономически активными, 16 — неактивными (показатель активности — 75,8 %, в 1999 году было 63,6 %). Из 50 активных жителей работали 39 человек (24 мужчины и 15 женщин), безработных было 11 (5 мужчин и 6 женщин). Среди 16 неактивных 4 человека были учениками или студентами, 8 — пенсионерами, 4 были неактивными по другим причинам.